# Bory (Myszków)
Bory – jedna z dzielnic Myszkowa we wschodniej części miasta, głównie wzdłuż ulicy o tej samej nazwie oraz ul. Parkowej.

## Historia
Gruchla była początkwo pustkowiem należącym do Włodowic. Od 1867 wchodziły w skład gminy gminie Włodowice, początkowo należącej do powiatu będzińskiego, a od 1 stycznia 1927 do zawierciańskiego. 4 listopada 1933 gminę Włodowice podzielono na dziewięć gromad. Pustkowie Bory wraz z osadą Włodowice, pustkowiem Dębina, pustkowiem Gruchla, kolonią Kopaniny, lasami serwitutowymi wsi Parkoszowice, pustkowiem Czworaki oraz pustkowiem Pohulanka ustanowiły gromadę o nazwie Włodowice w gminie Włodowice.
Podczas II wojny światowej włączone do III Rzeszy. Po wojnie gmina Włodowice przez bardzo krótki czas zachowała przynależność administracyjną, lecz już 18 sierpnia 1945 roku została wraz z całym powiatem zawierciańskim przyłączone do woj. śląskiego. Według stanu z 1 kwietnia 1949 gmina Włodowice podzielona była nadal na dziewięć gromad, a Bory stanowiły nadal część gromady Włodowice w gminie Włodowice. Na początku lat 1950. funkcjonowała już jednak odrębna gromada o nazwie Bory-Gruchla w granicach gminy Włodowice
W związku z reformą znoszącą gminy jesienią 1954 roku Bory weszły w skład gromadę Góra Włodowska. 1 stycznia 1958 Bory wyłączono z gromady Góra Włodowska, włączając je do miasta Myszkowa.